# The Dubliners (음반)
《The Dubliners》는 아일랜드의 포크 밴드 더 더블리너스의 첫 데뷔 음반이다. 초대된 소수의 관중 앞에서 노래를 부른 것을 녹음하여 발매한 라이브 음반이다. 네이선 조셉이 프로듀싱을 하였으며, 1964년 트랜스애틀랜틱 레코드를 통해 발매하였다. 당시 노래는 로니 드루, 바니 매케너, 루크 켈리와 키어런 버크 등이 불렀다.

《The Dubliners》가 발매할 당시에는 루크가 밴드를 떠나 있었기 때문에 《The Dubliners with Luke Kelly》라는 제목으로 재발매되었다. 이후 루크는 1965년 다시 들어왔다.
| 전문가 평가 | 전문가 평가 |
| 평가 점수   | 평가 점수   |
| 출처        | 점수        |
| ----------- | ----------- |
| Allmusic    | [ 1 ]       |

## 트랙 리스트

### 사이드 원
1. "The Wild Rover" - 3:13
2. "The Ragman's Ball" - 2:08
3. "Preab San Ól" - 2:14
4. "The High Reel" - 2:58
5. "The Holy Ground" - 2:15
6. "Tramps and Hawkers" - 3:06
7. "Home Boys, Home" - 3:17

### 사이드 투
1. "Rocky Road to Dublin" - 2:34
2. "Banks of the Roses" - 2:12
3. "I'll Tell My Ma" - 2:06
4. "Swallow's Tail Reel" - 2:49
5. "Jar of Porter" - 2:14
6. "Love Is Pleasing" - 1:47
7. "The Nightingale" - 3:35

## 크레딧

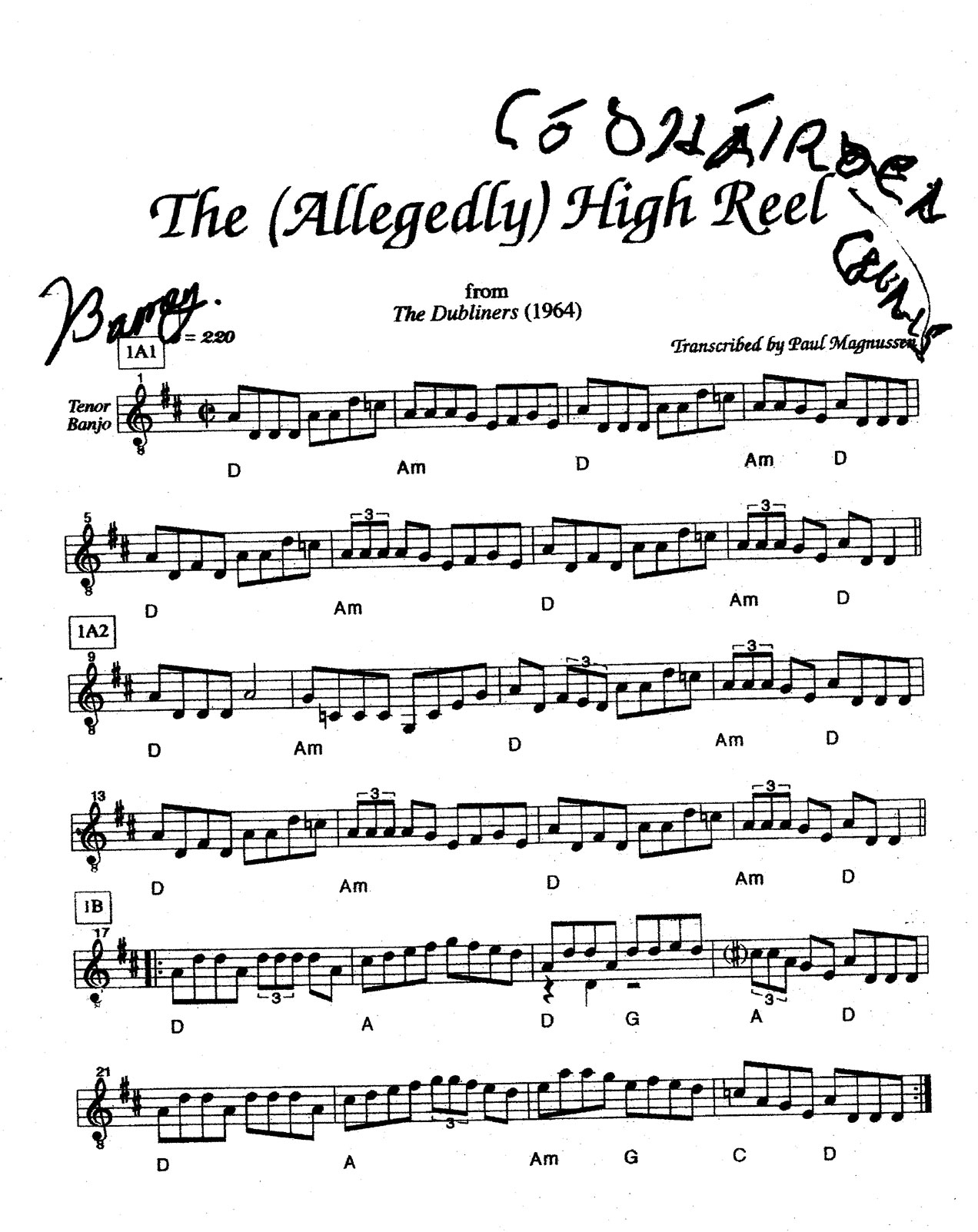

- 키어런 버크 - 보컬, 휘슬
- 로니 드루 - 보컬, 기타
- 루크 켈리 - 보컬, 밴조
- 바니 매케너 - 테너 밴조

## 이름이 잘못 쓰여진 트랙
사이드 투의 4번 트랙인 "Swallow's Tail Reel"은 두 노래 "The Swallow's Tail" (오닐 536)과 "The High Reel" (오닐 721)의 메들리 곡이었다.
사이드 원의 4번 트랙 "The High Reel"도 두 노래를 합친 메들리 노래이다. 매케너에 의하면 첫 곡은 "Códháirdeachais"(아일랜드어로 축하란 뜻의 'Congratulations', 1948년 이전의 아일랜드어 철자법으로 현재의 철자는 'Comhghairdeas'임)와 "The Boyne Hunt" (오닐 514, 윌리 크런시 142) 두 곡이 합쳐졌다.